# Sňatky z rozumu (seriál)
Sňatky z rozumu jsou československý dramatický historický televizní seriál vzniklý v produkci Československé televize, která jej také v roce 1968 vysílala. Pětidílný seriál je adaptací prvních dvou románů pentalogie Vladimíra Neffa Sňatky z rozumu a Císařské fialky. Natočil jej režisér František Filip podle scénáře Otto Zelenky, děj se odehrává mezi roky 1859 a 1881. V hlavních rolích Jana Borna a Martina Nedobyla se představili Vladimír Ráž a Jiří Vala. Na Sňatky z rozumu navazuje seriál Zlá krev z roku 1987.

## Příběh
Ambiciózní a tvrdý podnikatel Martin Nedobyl vytvoří z formanské živnosti svého starého otce z Rokycan prosperující zasílatelskou firmu působící v rozvíjející se Praze 60. a 70. let 19. století. Český vlastenec a obchodník Jan Born si ve stejné době zřídí v Praze na prominentním místě úspěšný galanterní obchod, který se stane centrem slovanské pospolitosti. V Bornově salonu se schází různí čeští vlastenci, zatímco pro Nedobyla je na prvním místě podnikání. Jejich osudy se protnou, když se ožení: Martin Nedobyl si vezme vdovu Valentinu Tolarovou, Jan Born její nevlastní dceru Lízu.

## Obsazení
- Václav Voska jako vypravěč
- Vladimír Ráž jako Jan Born
- Jiří Vala jako Martin Nedobyl
- Radovan Lukavský jako Háfner, voják a redaktor
- Slávka Budínová jako Valentina Tolarová, vdova
- Gabriela Vránová jako Eliška „Líza“ Tolarová, nevlastní dcera Valentiny
- Ota Sklenčka jako Legát, ředitel právního oddělení pojišťovny
- Miroslav Doležal jako Smolík, továrník
- Dana Medřická jako Smolíková, manželka Smolíka
- Světla Svozilová jako Pecoldová, matka Pecolda
- Jan Skopeček jako Pecold, kočí
- Jiřina Jirásková jako Hana Váchová, dcera Mojmíra Váchy
- Iva Janžurová jako Bětuše Váchová, dcera Mojmíra Váchy
- Miloš Nedbal jako Mojmír Vácha, zemský rada
- Jiřina Šejbalová jako Váchová, manželka Mojmíra Váchy
- Zdeněk Řehoř jako Vojta Náprstek

## Produkce
Úspěch historické pentalogie Vladimíra Neffa o propletených osudech rodin Bornových a Nedobylových, tvořené romány Sňatky z rozumu, Císařské fialky, Zlá krev, Veselá vdova a Královský vozataj z let 1957–1963, dal za vznik myšlenkám o jejím televizním zpracování. Neff se tomuto kroku nebránil, sám ale psát scénář nechtěl. Projekt nakonec převzal režisér František Filip a pro tvorbu scénáře využila Československá televize dramatika Otto Zelenku. Natáčení pětidílného seriálu, který je adaptací prvních dvou románů a který byl realizován k 50. výročí vzniku Československa, započalo v lednu 1968 ve filmových ateliérech v pražské Hostivaři. Do hlavních rolí byli obsazení Vladimír Ráž, který ztvárnil Jana Borna, a Jiří Vala, jenž představoval Martina Nedobyla. Roli vypravěče, který každý z dílů uvádí i uzavírá, získal Václav Voska. Seriál vznikl v produkci Televizní filmové tvorby Československé televize (ČST) ve spolupráci s literárně-dramatickým vysíláním ČST.
Hudbu k seriálu složil Karel Sklenička a nahrál ji Filmový symfonický orchestr pod vedením Františka Belfína a Štěpána Koníčka.

## Vysílání
Seriál Sňatky z rozumu byl na obrazovkách Československé televize premiérově uveden na podzim 1968. První díl byl odvysílán 23. října 1968, další epizody o délce přibližně 90 minut byly uváděny v týdenním intervalu a poslední díl diváci zhlédli 20. listopadu 1968. Seriál byl vysílán ve středu v hlavním vysílacím čase kolem osmé hodiny večerní, ale úvodní a závěrečný díl začínaly již krátce po půl osmé.
Celý seriál vydala v roce 2011 Česká televize na DVD.

### Seznam dílů
| Č. v seriálu | Režie           | Scénář       | Datum premiéry     |
| --- | --------------- | ------------ | ------------------ |
| 1 | František Filip | Otto Zelenka | 23. října 1968     |
| V roce 1859 je rakouský voják Martin Nedobyl, toho času ve vídeňských kasárnách, svědkem zabití jednoho vojáka opilým důstojníkem a napíše o tom dopis domů, za což mu hrozí trest. Jeho nadřízený, nadporučík Háfner, se za něho přimluví na audienci u císaře. Tím mu zachrání život, sám je ale poslán do penze. Nedobyl se vrátí domů do Rokycan a začne pomáhat otci, formanovi. Přes město má vést železniční trať z Plzně do Prahy (1862) a Nedobylovi se bojí o živnost. Za otcovy naspořené peníze koupí Martin pozemky před pražskými hradbami (usedlost Komotovku pod Žižkovem), neboť tvrdí, že po zbourání hradeb tyto pozemky stoupnou v ceně. Rovněž přemění formanství na pražské speditérství. Z Vídně přijede do Prahy Jan Born, aby pronajal prostory pro firmu, již zastupuje. U Valentiny Tolarové, která mu chtěla pronajmout ty své, se seznámí s její nevlastní dcerou Lízou a ožení se s ní. Prostory paní Tolarové v Perlové ulici si nakonec nepronajme, ale otevře si velkolepým způsobem obchod s galanterním zbožím na Příkopech, vedle Prašné brány. Doma pořádá salony pro české vlastence. Líza čeká dítě, ale manželé se vzájemně odcizují; Líza není ani pořádnou hospodyní, ani vlastenkou, a zdatnému Bornovi to nestačí. Do jednoho ze salonů zavítá i Martin Nedobyl. Zde se zamiluje do Valentiny Tolarové a ožení se s ní (1864).          |                 |              |                    |
| 2 | František Filip | Otto Zelenka | 30. října 1968     |
| Valentina je Líziným opakem – je praktická a činorodá žena, Martinovi pomáhá v živnosti a mírní jeho lakotu a tvrdost; k jeho Komotovce přikoupila Opařilku. Na Komotovce žije rodina Pecoldova, která se o areál stará. Mezitím se ale schyluje k prusko-rakouské válce (1866). Převládá názor, že Rakušani „utlučou Prušáky čepicemi“. V Hradci Králové žije zemský rada Mojmír Vácha se svými dvěma dcerami, Hanou a Bětuší. Vácha svým dcerám vyčítá, že nemohou najít ženichy, a přezdívá jim „přeslice“. Bětuši se dvoří voják Mezuna, se kterým se zasnoubí. Hana má ráda hraběte Tongracze, který ale zahyne v bitvě u Sadové. Otec dočasně povýší, rodina se před válkou přestěhuje do Chrudimi. Haně se zde dvoří vypočítavý Josek, otcův kolega. Hana ho nechce a po hádce s otcem se mladá žena pokusí o sebevraždu. Po prohrané bitvě začnou z Prahy utíkat lidé. Born proto požádá Nedobyla, aby odvezl i jeho ženu a dítě. V Plzni potká Líza básníka Dynbíra, kterého zná z Bornových salonů, a ten jí nabídne azyl. Vznikne mezi nimi milostný poměr. |                 |              |                    |
| 3 | František Filip | Otto Zelenka | 6. listopadu 1968  |
| Hana se zotavuje z pokusu o sebevraždu a nakonec svolí ke sňatku s Joskem. Když ale její otec o své nové místo přijde, Josek už o svatbu nemá zájem. Mezuna zemře na choleru. Vácha odejde do penze a rodina se přestěhuje do Prahy. Hana a Bětuše začnou chodit na přednášky do Náprstkova Amerického klubu dam a živí se jako švadleny. Borna zatknou, neboť řeční na táborech lidu, díky přímluvě svého švagra je ale brzy propuštěn. Na táboře dělníků je však přítomen Pecold, kočí u Martina Nedobyla, kterého zatknou a následně odsoudí, protože srazil četníka. Ve vězení je i bývalý nadporučík Háfner, který se živí jako redaktor. Valentina je těhotná, Líza se začne zabývat vyvoláváním duchů. Born najde její deníček a přijde na její nevěru. Líza začne hledat pomoc u Valentiny, která je u Martinových rodičů v Rokycanech. Při jejich cestě do Prahy ale dojde k železniční nehodě, při níž obě zemřou. Martin je zdrcený, neboť všechno pro něj ztratilo smysl. |                 |              |                    |
| 4 | František Filip | Otto Zelenka | 13. listopadu 1968 |
| Bětuše si udělala účetnický kurz a Born ji zaměstná jako účetní. Jednou za ní do obchodu přijde sestra. Born se do Hany zamiluje a ožení se s ní. Na svatební cestu jedou do Paříže, kde se setkají s velkým bohatstvím Francouzů, ale také s jejich nadutostí. Je rok 1870 a schyluje se k válce Francie s Německem. Born – potom, co slyšel v Paříži – se rozhodne vsadit velké peníze na porážku Francie. Jeho tah mu nakonec vyjde. Pecold se vrátí z vězení. Ztratil místo u Nedobyla, který ho nechce přijmout zpět, a jeho rodina musí odejít z Komotovky; přestěhují se proto na Preclíkářku. Pecold rozbije Nedobylovi okno a je znovu zadržen. Do Bornova salonu zavítá i Háfner a filozof Schönfeld s dcerami Marií a Laurou. Zde všechny zastihne zpráva o krachu na vídeňské burze (1873). Schönfeld přijde o všechny peníze, ale potřebuje vyplatit věno své starší dcery Laury. Má však pozemky za hradbami, Preclíkářku – tyto pozemky od něj koupí Nedobyl. Martin se u Schönfelda seznámí s jeho mladičkou dcerou Marií a okouzlí ho její krása. |                 |              |                    |
| 5 | František Filip | Otto Zelenka | 20. listopadu 1968 |
| Roku 1874 jsou bourány pražské hradby a Martin Nedobyl může zastavět své pozemky. Po několika letech také zavítá do Bornova salonu, kde se opět setká s Marií. Dojde ale ke konfliktu Nedobyla s Háfnerem – redaktor ho obviní ze smrti Pecolda, který se ve vězení oběsil. Bětuše se sbližuje s Háfnerem, ale každý mají jiný pohled na život a jiné názory. Háfner je později zatčen na schůzi socialistů. Nedobyl požádá o Mariinu ruku. Marie ho nechce, ale když se dozví o finanční situaci otce, se sňatkem souhlasí. Narodí se jim syn Metoděj. Nedobyl je po smrti první ženy tvrdý, nemilosrdný, hrubý a lakomý, jeho jediným životním cílem jsou peníze, zatímco Born je gentleman a muž s ideály – nevnímá však jinou myšlenku než české vlastenectví. Jiný postoj k životu a cíl má Háfner; ten se zajímá o sociální otázku. I Hana čeká dítě, narodí se jí syn Ivan. Born se málo věnuje svému synovi z prvního manželství Míšovi – na něho nemá čas. I proto jsou Míšovi otcovy cíle cizí. Jednou ukradne Marii v salonu peníze a Born mu dá vybrat ze dvou trestů: zákaz jít na premiéru a otevření Národního divadla, nebo pracovat o prázdninách. Míša si vybere první trest, a Born tak pozná, že ho nic nezajímá, ani to, zač bojoval on, jeho otec. Pošle Míšu do polepšovny. Děj končí roku 1881 velkou slávou pro český národ – otevřením Národního divadla. |                 |              |                    |

## Přijetí
Televizní kritika přijala seriál Sňatky z rozumu kladně. Již po prvním dílu uvedl v glose v deníku Lidová demokracie její autor, že se tvůrci adaptace „vyrovnali s předlohou uspokojivě“, což potvrdila krátká zpráva i po druhé epizodě v témže listu. Podle jejího autora měla dramaturgie „šťastnou ruku při výběru“, protože scenárista Otto Zelenka dle jeho názoru převedl děj románu na obrazovky citlivě a protože režisér František Filip má smysl pro výběr herců, se kterými umí dobře pracovat. Podle Jiřího Pittermanna z Rudého práva dominovaly Sňatky z rozumu podzimní programové nabídce Československé televize. Zdeněk Bláha pak ve stejném listu uvedl, že se scenáristovi Zelenkovi podařilo udržet zájem diváků nad osudy mnoha desítek postav Neffova kronikářského díla. Rovněž poznamenal, že práce režiséra Filipa na seriálu byla kvalitní, neboť epizody byly dle jeho názoru lehké a poutavě jednoduché, ale zároveň měly přirozeně plynoucí rytmus. Pochválil také výkony herců a kromě Vladimíra Ráže a Jiřího Valy zmínil hlavně Světlu Svozilovou a Vladimíra Brabce (toho v roli Antonína Dvořáka). Jiří Pittermann pak v týdeníku Listy uvedl, že Zelenkovi se podařilo ve scénáři najít dvě klíčové postavy, Borna a Nedobyla, a mezi ně sevřít „mozaiku lidských osudů a příběhů“, které byly spontánně zasazeny do obrazů vznikající české společnosti. Zmínil kvalitní výkony herců, nejen Ráže a Valy, ale i mnoha dalších. Podle Pittermanna se Filipovi navíc povedlo „posílit tendenci scénáře jít pod povrch látky“ a věnovat se otázkám smyslu české společnosti, „tu s decentním patosem, jinde s mírně úsměvným nadhledem“. I přes nějaké zakolísání a menší nedostatky (děj kolem Pecolda a v posledních dílech spíše už jen formální vystupování vypravěče) se dle jeho názoru Sňatky z rozumu výrazně lišily od běžné soudobé světové seriálové produkce.
Seriál Sňatky z rozumu získal v únoru 1969 od představitelů ministerstev kultury obou republik československé federace cenu v oboru umělecké televizní tvorby v kategorii literárně dramatických děl.

## Související díla
Seriál Sňatky z rozumu vznikl k 50. výročí vzniku Československé republiky a tvůrci neměli v plánu adaptovat další romány Neffova cyklu. Vzhledem ke kladnému diváckému ohlasu se však přesto koncem roku 1968 sešla literárně dramatická redakce Československé televize s Vladimírem Neffem, aby o možnosti pokračování diskutovala. Nakonec však tvůrci, režisér Filip, scenárista Zelenka a spisovatel Neff, počátkem roku 1969 rozhodli, že další díly nevzniknou.
Pokračování seriálu, adaptující třetí a čtvrtý román pentalogie, nakonec realizovala Československá televize pod názvem Zlá krev v polovině 80. let 20. století, kdy jej natočil stejný tvůrčí tým s převážně týmiž herci. Zlá krev měla premiéru v roce 1987.